# Tratado de Gottorp
El Tratado de Gottorp (en alemán: Gottorper Vertrag o Gottorper Vergleich) fue un documento de entendimiento firmado en 1768 entre Cristián VII de Dinamarca y la ciudad hanseática de Hamburgo, mediante el cual Dinamarca reconoció oficialmente la inmediación imperial (Reichsunmittelbarkeit) de la ciudad hanseática y su independencia del ducado de Holstein (bajo soberanía danesa).
El tratado supuso el primer paso de la definición de las actuales fronteras internas (en el marco de la división subnacional alemana) entre del estado de Schleswig-Holstein y la ciudad-estado de Hamburgo (si bien con las adaptaciones que se dieron tras la entrada en vigor de la Ley del Gran Hamburgo de 1937). Algunos historiadores consideran el Tratado de Gottorp como el más importante de la historia de Hamburgo en términos comerciales y territoriales.

## Historia
En el siglo XVI, el ducado de Holstein-Gottorp se encontraba en una situación de soberanía algo peculiar, pues de un lado formaba parte del Sacro Imperio Romano Germánico y del otro estaba bajo administración de la monarquía danesa. Ya en 1490 se produjo la división de Holstein (desde 1474 Estado propio dentro del Sacro Imperio – el más septentrional) en los ducados de Holstein-Segeberg o Glückstadt (parte del Reino de Dinamarca adjunta a Schleswig) y Holstein-Gottorp (parte del Sacro Imperio). Si bien, lo cierto es que los duques de Holstein-Gottorp seguían siendo de la Casa de Oldemburgo (la monarquía danesa), y por tanto seguía bajo dominio del mismo rey danés (quien tomó el título de duque de Holstein, a pesar de formar parte del Sacro Imperio).
En 1584, se inició un proceso fiscal (por cuestiones impositivas) por el procurador del tesoro imperial contra la ciudad de Hamburgo y la soberanía danesa de Schleswig-Holstein. Tras el ascenso de Cristián IV de Dinamarca-Noruega al trono, este intentó aprovechar el proceso para incorporar la ciudad hanseática a sus dominios (en principio como parte del ducado de Holstein-Gottorp); mientras que, al su vez, los regidores de Hamburgo veían en el proceso una oportunidad para librarse del todo de los impuestos imperiales indirectos, convirtiéndose en una ciudad imperial libre. Así, el proceso se convirtió en una pugna entre ambas entidades. El 6 de julio de 1618, el Tribunal de la Cámara Imperial (Reichskammergerichts) se pronunció a favor de la posición hamburguesa, que paso siguiente consiguió la inmediación imperial.
Sin embargo, ni Cristián IV ni sus sucesores aceptaron el fallo del tribunal, que coincidió con el comienzo de la guerra de los Treinta Años. Como luterano convencido, el rey danés, cuyas últimas tres décadas de reinado (y vida) se solapaban con la guerra, vio imprescindible apoyar a los Estados del norte alemán contra el católico Sacro Imperio. Pronunciando su preocupación porque las ciudades hanseáticas —principalmente Hamburgo, con su poder y situación privilegiada— cedieran paso al catolicismo, el de 8 de julio de 1621, tres años después del fallo del tribunal imperial (institución representativa del Sacro Imperio, ahora en el bando católico), consiguió mantener su influencia en la ciudad del Elba. Ese día se firmó un memorando en Steinburg, usando un argumento legal que obligaba a la ciudad de Hamburgo a mantener el statu quo mientras duraba el procedimiento de revisión del dictamen imperial, solicitada por el ducado de Holstein (un proceso que no concluiría durante la contienda ni en los años posteriores). Lo cierto es que durante este período, el monarca danés, quien en 1623 fue nombrado obispo de Bremen-Verden, resultó ser un buen administrador del conjunto de sus territorios, alcanzado un nivel de estabilidad social y fiscal raramente igualada en otros Estados de Europa de la época. Cristián IV moriría unos meses antes del fin de la guerra. La Paz de Westfalia, en un principio, favoreció el statu quo, lo que dio paso a numerosos litigios a lo largo de los años, afectados por conflictos como la guerra sueco-danesa (1657-1658) y la gran guerra del Norte (1700-1721), pero siempre quedando la ciudad en el marco judicial del Sacro Imperio (mientras otras regiones de la franja sur de la liga hanseática, como Bremen-Verden, cambiaban de manos entre los reinos escandinavos y los Estados alemanes).
Un siglo y medio después del fallo de la corte imperial, en 1762, Pedro II de Rusia subió al trono del Imperio ruso. Como representante de la renovada Casa de Rómanov (dinastía de Holstein-Gottorp), con aspiraciones en el norte de Alemania (él mismo hablaba sobre todo alemán y fue considerado por el pueblo ruso vasallo de Prusia, sobre todo tras el acuerdo de paz firmado con Federico II el Grande dando fin a la guerra de los Siete Años), se consideraba duque de todo Holstein, en una pugna entre dos ramas de la Casa de Oldenburgo, la danesa y la alemana. Tras su coronación, empezó a planear un ataque ruso contra Dinamarca para recuperar los territorios anhelados, pero este se vio frustrado tras ser destronado al poco tiempo (en julio de ese mismo año) por su esposa, Catalina la Grande, ella misma relacionada con la dinastía Holstein-Gottorp por su madre, Juana Isabel.
En 1766, la zarina rusa, queriendo asegurarse de la buena voluntad del soberano danés mientras defendía una política de expansión contra los otomanos y la República de las Dos Naciones, se mostró dispuesta a intercambiar reivindicaciones sobre los territorios de Holstein-Gottorp por los condados bajasajones de Delmenhorst y Oldenburgo (aquello se materializaría más tarde en el Tratado de Tsárskoye Seló de 1773, con lo que la monarquía danesa, ya soberana en las «partes reales» de Holstein, ganaría acceso al resto de territorio como ducado). Dado que Hamburgo, que estaba en plena expansión poblacional, tenía derechos de retención sobre las posesiones de Gottorp (como parte del statu quo acordado doce años atrás), esto supuso un punto de partida para nuevas negociaciones. Ese mismo año, los negociadores del Senado de Hamburgo se pusieron en contacto con el consejero granducal, Caspar von Saldern, quien en ese punto era ministro de Estado al servicio de Rusia.
Las negociaciones se concluyeron en 1768 y tuvieron como consecuencia que Dinamarca renunciara finalmente a una apelación del fallo del Tribunal de la Cámara Imperial de 1618, en el que la corte había fallado en contra de la Casa de Holstein, confirmando el estatus de Hamburgo como ciudad imperial libre. En marco del acuerdo se acordó un amplio intercambio territorial, con Hamburgo asumiendo la gestión de las hasta ahora responsabilidades de los duques de Holstein-Gottorp en sus términos municipales por una compensación de más de 1,3 millones de táleros imperiales.